# Cathleen Mann
Cathleen Sabine Mann, née le 31 décembre 1896 à Newcastle upon Tyne et décédée le 9 septembre 1959 à Brompton, est une portraitiste et costumière britannique pour le cinéma. Elle fut marquise de Queensberry de 1926 à 1946. Elle est membre du Royal Institute of Oil Painters et de la Royal Society of Portrait Painters.

## Biographie
Cathleen Mann est la seconde des trois filles du portraitiste écossais Harrington Mann, et de la portraitiste et directrice d'intérieur Florence Sabine Pasley,. Elle s’initie à la peinture auprès de son père dans son atelier londonien. Elle suit également des cours de peinture avec la portraitiste Ethel Walker, qui l’accompagne en parallèle de sa scolarité au Slade School of Fine Art de Londres. Plus tard, les deux artistes participeront régulièrement à des expositions de groupe. 
La carrière artistique de Cathleen Mann fut interrompue en raison de la Première Guerre mondiale. Elle participe alors à l’effort de guerre, et intègre une unité d'ambulanciers. 

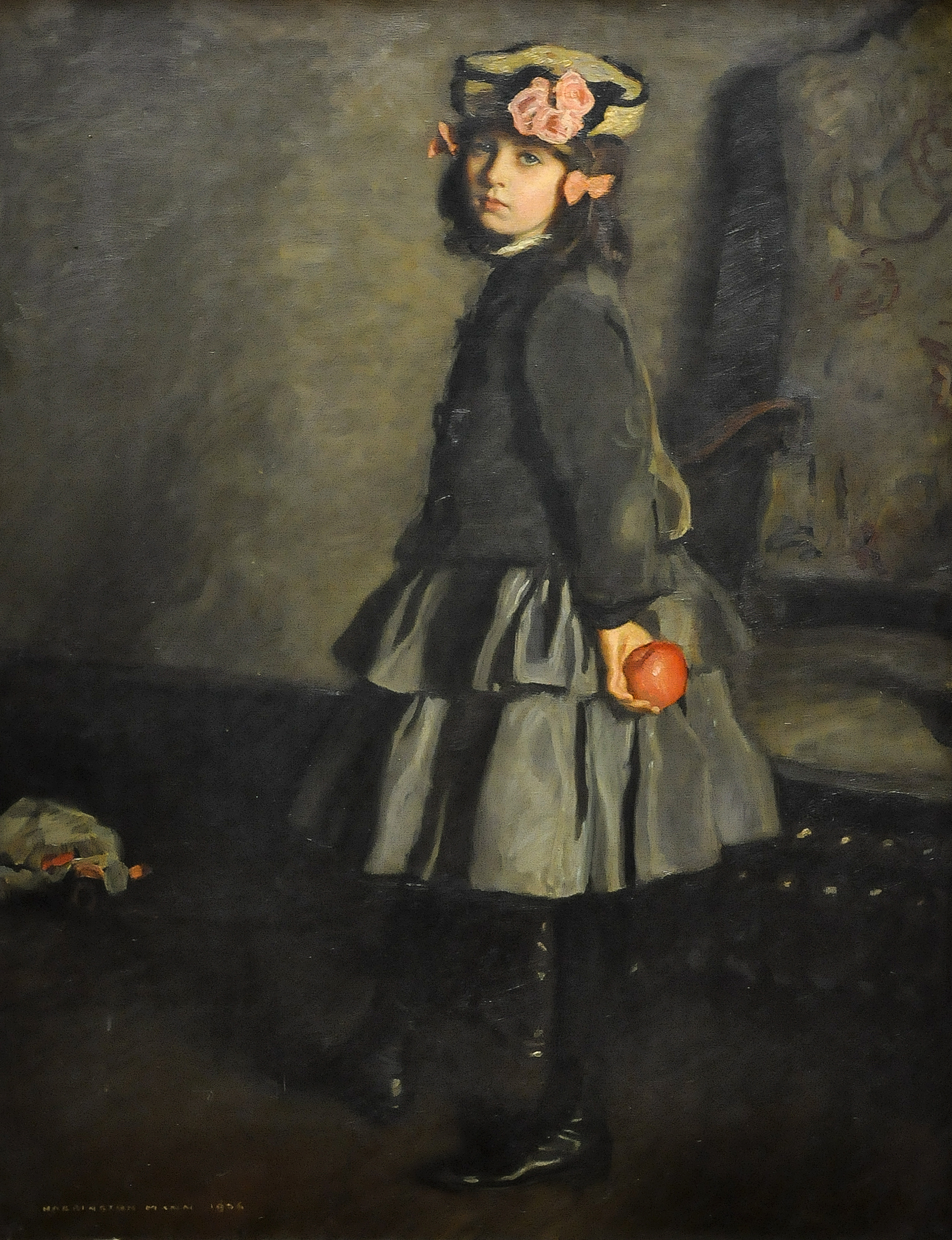
Harrington Mann (1864-1937) par Cathleen Mann, Musée des Beaux-Arts de Gand, 1906.

Cathleen Mann se marie avec Francis Douglas, onzième marquis de Queensberry, le 18 mars 1926, devenant ainsi sa seconde épouse. Elle est alors reconnue comme la marquise de Queensberry jusqu'à leur divorce en 1946. Ils sont les parents de deux enfants, David Douglas, douzième marquis de Queensberry, et d’une fille, Jane Douglas . En 1946, elle se marie avec John Robert Follett, fils du brigadier-général Gilbert Burrell Spencer Follett, tué au combat pendant la Première Guerre mondiale, et de Lady Mildred Follet, fille de Charles Murray, septième comte de Dunmore.
John Robert Follett est propriétaire de chevaux de course. Il décède en 1953, à l'âge de 46 ans, peu avant la mort de Francis Douglas. Ces deux décès successifs sont à l’origine d’une forte dépression chez Cathleen Mann, bien que les œuvres qu’elle réalise sur cette période soient considérées comme les plus abouties, et regroupent des paysages et des portraits d'enfants, de la sculpture et des peintures abstraites. 
Cathleen Mann se suicide par overdose de somnifères dans son studio de Montpelier Walk, à Brompton, en 1959. Le décès survient après une récidive de la tuberculose chez son fils. Elle laisse une note indiquant qu'elle se sent très inquiète par cette maladie. 

Après sa mort, l’épitaphe suivante est éditée dans The Times :
"Plusieurs centaines de personnes vivant dans le quartier des docks de South West Ham lors du bombardement de septembre 1940 doivent leur vie à la détermination et au courage de feu Cathleen Mann. En tant que Marquise de Queensberry, elle a utilisé son nom et la force de sa personnalité pour surmonter les difficultés officielles et réquisitionner le transport par route et par rail pour transporter en toute sécurité un grand nombre de personnes sans défense et, dans certains cas, paralysées. Je me souviens de l'humble devoir qu'elle offrait à ceux qui étaient privés de leur famille". M. H. Rowntree Clifford 

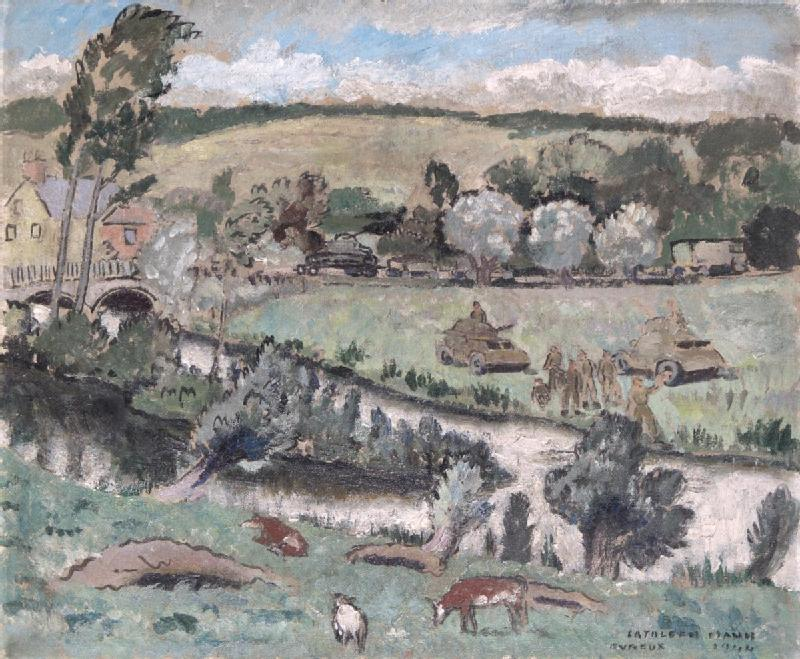
L'œuvre a été peinte en Normandie après le débarquement du jour J et montre une partie des troupes d'invasion, 1944.

## Carrière artistique
En 1924, Cathleen Mann compte deux portraits exposés à l'Académie royale. Elle devient une exposante régulièrement à partir de 1930. Ses œuvres sont également exposées au Victoria and Albert Museum, au Musée du Luxembourg et au Royal Glasgow Institute of the Fine Arts,. Deux de ses portraits sont accrochés à la National Portrait Gallery, ceux de Sir Matthew Smith et de Sir Eduardo Paolozzi, réalisés à la peinture l'huile sur toile en 1952.
Dans les années 1930, Cathleen Mann conçoit des costumes pour des films britanniques, dont The Iron Duke (1935) avec George Arliss, et Things to Come (1937) avec Raymond Massey. Elle fait don de certains de ses dessins de costumes au Victoria & Albert Museum, où ils sont exposés,.
Pendant la Seconde Guerre mondiale, elle devient artiste officielle de guerre, peignant des portraits d'officiers tels que celui d’Adrian Carton de Wiart, et de commandants alliés. En plus d'être reproduites dans des magazines tels que Time, ces peintures sont exposées à Londres, avant d’être présentées à travers l'Amérique. Dans les années 50, l’artiste peintre se lie d'amitié avec l'artiste Matthew Smith, dont l’œuvre influence son propre travail. Durant cette période, elle expérimente l'art abstrait, les dessins de modèles nus et la sculpture.
Cathleen Mann est membre du Royal Institute of Oil Painters et de la Royal Society of Portrait Painters. 

## Filmographie
En tant que costumière :
- 1933 : The Wandering Jew de Maurice Elvey
- 1934 : Chu Chin Chow de Walter Forde
- 1934 : The Iron Duke de Victor Saville
- 1934 : Evensong de Victor Saville
- 1936 : Forbidden Music de Walter Forde
- 1936 : Things to Come (créditée comme la Marquise de Queensberry) de William Cameron Menzies
- 1936 : The Show Goes On d’Herbert Wilcox
- 1937 : Backstage d’Herbert Wilcox